# Iris porphyrochrysa
Iris porphyrochrysa är en irisväxtart som beskrevs av Per Erland Berg Wendelbo. Iris porphyrochrysa ingår i släktet irisar, och familjen irisväxter. Inga underarter finns listade i Catalogue of Life.